# Daniel Hofmann (Theologe)
Daniel Hofmann oder Hoffmann (* um 1538 in Halle; † 30. November 1611 in Wolfenbüttel) war ein deutscher lutherischer Theologe, Philosoph und Hochschullehrer.

## Ausbildung und erste Jahre in Helmstedt
Hofmann war der Sohn des Steinmetzen und Bürgers Christoph Hofmann und wuchs in Halle an der Saale auf. Er studierte Philosophie und Theologie an der Universität Jena. Hier erwarb er sich am 4. Juli 1570 den Magistergrad der Philosophie und wurde im Wintersemester 1571 als Lehrkraft in die philosophische Fakultät rezipiert.
1574 wurde er als Lehrer für Ethik und Physik an das Pädagogium in Gandersheim berufen. Im Zuge der Gründung der Universität Helmstedt durch Herzog Julius von Braunschweig-Wolfenbüttel wurde er 1576 an dieser Hochschule zum Professor der Ethik und Dialektik an deren Philosophischer Fakultät ernannt. 1578 erfolgte seine Promotion zum Dr. theol. und sein Wechsel als ordentlicher Professor der Theologie an die Theologische Fakultät. Er betrieb in dieser Zeit die Theologie als Philosoph.
Hofmann, der auch Superintendent von Helmstedt war, stand zu Herzog Julius und verteidigte die Tonsurierung des Prinzen Heinrich Julius am 27. November 1578 durch den Benediktinerabt von Huysburg und seine katholisch-liturgische Einführung in das Bischofsamt von Halberstadt am 7. Dezember 1578 (siehe Amtseinführung Heinrich Julius’ von Braunschweig-Wolfenbüttel als Fürstbischof von Halberstadt). Sein dahingehendes Engagement führte dazu, dass er zum Konsistorialrat ernannt wurde.
Giordano Bruno, der sich am 13. Januar des Jahres 1589 in Helmstedt immatrikuliert hatte, bekannte sich zu dem Weltbild des Nikolaus Kopernikus und fand in Herzog Julius einen Fürsprecher. Hofmann und seine theologischen Kollegen lehnte diese Ansichten rigoros ab. Der Tod des Herzogs im Mai 1589 führte dazu, dass sich die Wut der Theologen nun gegen Bruno richtete. Der Superintendent Heinrich Boethius, Professor der Theologie, exkommunizierte Bruno in einer öffentlichen Predigt. Daraufhin beschwerte sich dieser am 6. Oktober beim Rektor der Universität und verlangte Genugtuung. Die Angriffe des Rektors Hofmann gegen die Philosophie Brunos trugen dazu bei, dass dieser 1590 Helmstedt verließ und nach Frankfurt zog.

## Hofmannscher Streit und Entlassung
Dieses Verhältnis zum Herzog veränderte sich zum Ende des 16. Jahrhunderts. Nachdem durch den Herzog die Gelehrten Johannes Caselius und Cornelius Martini nach Helmstedt berufen wurden, hatte Hofmann seine Lehrmeinung zu verteidigen. Hofmann vertrat die auf Luther zurückgehende Trennung von Philosophie und Theologie, in deren Folge es zwei Wahrheiten geben könne, eine philosophische und eine theologische. Ab 1597 sollte der von Hofmann vertretene Ramismus nicht mehr gelehrt werden, worüber es 1598 zum sogenannten Hofmannschen Streit kam.
Hofmann stand weiter zum Ramismus und ließ diese Positionen durch seine Schüler verteidigen. Einer dieser Promotionen 1598 war die des Caspar Pfaffrad. Der Streit eskaliert so weit, dass die Theologische Fakultät 1598 Hofmann beim Herzog anklagte. Die Verhandlungen darüber zogen sich bis 1601 und führten schließlich zur Entlassung von Hofmann. Dieser war ab 1603 nochmals in Helmstedt, zog sich dann schließlich aber nach Wolfenbüttel zu seiner Schwester zurück.

## Familie
Hofmann verheiratete sich am 30. Mai 1577 mit Marie Musaeus, die Tochter des Superintendenten Simon Musaeus. Aus der Ehe stammen vier Söhne und zwei Töchter. Von den Kindern kennt man:
- Eva Hofmann ⚭ I Heinrich Julius Everdes, ⚭ II Jacob Steinberg
- Daniel Hofmann
- Heinrich Hofmann

## Werke (Auswahl)
- Explicatio discriminis inter theologicum et philosophicum hominem, quod ad excusationem recentis manichaeismi praetenditur. Lucius, Helmstedt 1580. (Digitalisat)
- De Vsv Et Applicatione Notionvm Logicarvm ad res Theologicas Et De Invsitatarvm praedicationum reductione, Aduersus Rvdolphvm Goclenivm Admonitio. Kopf, Frankfurt am Main 1596.
- De Deo et Christi tum persona tum officio. Asserentes puriorem confessionem D. Lutheri, feces Scholasticas expurgantis, oppositae Pontificiis. Lucius, Helmstedt 1598.
- Pro Duplici Veritate Lutheri A Philosophis Impugnata, & ad pudendorum locum ablegata. Duncker, Magdeburg 1600. (Digitalisat)
- Super Quaestione Num Syllogismus rationis locum habeat in regno fidei. Duncker, Magdeburg 1600. (Digitalisat)